# 中国共产党十堰市委员会
中国共产党十堰市委员会（简称中共十堰市委），是中国共产党在湖北省十堰市的领导机关。

## 历史沿革
1969年，设立县级十堰市，属郧阳专署领导。1970年2月，成立十堰市革命委员会。5月，成立中国共产党湖北省十堰市革命委员会核心小组。1975年1月，十堰市与二汽实行政企合一管理体制，成立统一的党委领导机构，即中共十堰市委员会，对外称中共第二汽车制造厂委员会，一个机构，两块牌子。同年11月，统一改称中共十堰二汽委员会。1982年，撤销政企合一体制，分别组建中共十堰市委员会和中共第二汽车制造厂委员会。1994年9月，郧阳地区撤销，与原十堰市合并。1996年，召开中国共产党十堰市第一次代表大会，选举产生新的中共十堰市委员会。

## 机构设置
根据2019年《十堰市机构改革方案》，中国共产党十堰市委员会设置下列机构：
- 中共十堰市委办公室（十堰市档案局）

职能部门
- 中共十堰市委组织部（中共十堰市非公有制经济组织和社会组织工作委员会、十堰市公务员局）
- 中共十堰市委宣传部（成立於1973年3月[3]，十堰市政府新闻办公室、十堰市新闻出版局、十堰市精神文明建设指导委员会办公室）
- 中共十堰市委统一战线工作部（十堰市人民政府台湾事务办公室、十堰市人民政府侨务办公室）
- 中共十堰市委政法委员会

办事机构
- 中共十堰市委政策研究室
- 中共十堰市委外事工作委员会办公室
- 中共十堰市委机构编制委员会办公室
- 中共十堰市委巡察工作领导小组办公室
- 中共十堰市委信访局
- 中共十堰市委机要和保密局（十堰市国家密码管理局、十堰市专用通信局）

派出机关
- 中共十堰市委直属机关工作委员会

## 历届组成人员
第一届
- 任期：1996年－2001年
- 书记：曾宪武 → 阎增福（1998年2月任） → 李宪生（1999年8月任）
- 副书记：吴发育、冯友仁、刘传奇、户文宪
- 秘书长：柯德馨 → 王铁军 → 王华滔

第二届
- 任期：2001年－2006年
- 书记：李宪生 → 赵斌（2002年5月任）
- 副书记：赵斌、蓝官衡、王树华、关小兰、王铁军
- 秘书长：涂明安

第三届
- 任期：2006年－2011年12月
- 书记：赵斌 → 陈天会（2008年3月任）
- 副书记：陈天会、王铁军、王启泉
- 秘书长：陈家义

第四届
- 任期：2011年12月－2016年12月
- 书记：陈天会 → 周霁（2012年5月任[4]）
- 副书记：周霁、董卫民
- 秘书长：贺盛有（2015年11月卸任） → 张歌莺（2015年12月任）

第五届
- 任期：2016年12月－
- 书记：张维国[5] → 胡亚波（2021年4月任）
- 副书记：陈新武（2021年4月卸任）、胡超文（2017年7月卸任）、王济民（2019年1月[6]－2021年9月）、黄剑雄（2021年5月任）
- 秘书长：张慧莉 → 赵哲（2019年5月任）

第六届
- 任期：2021年12月－
- 书记：胡亚波[7] → 黄剑雄（2022年9月任）
- 副书记：黄剑雄（2022年9月卸任）、马朝晖（2022年4月卸任）、王永辉（2022年12月任）
- 秘书长：蔡贤忠